# Umaglesi Liga
Umaglesi Liga er den bedste fodboldrække for herrer i Georgien. Ligaen blev dannet i 1990, 2 år før grundlæggelsen af Georgiens fodboldforbund. Fra 1927 til 1989 fra det samlet under Sovjetunionen, og det var derfor først efter dette, at ligaen, Umaglesi Liga, blev dannet. 

## Vindere af ligaen
- 1990: Dinamo Tbilisi
- 1991: Dinamo Tbilisi
- 1991-92: Dinamo Tbilisi
- 1992-93: Dinamo Tbilisi
- 1993-94: Dinamo Tbilisi
- 1994-95: Dinamo Tbilisi
- 1995-96: Dinamo Tbilisi
- 1996-97: Dinamo Tbilisi
- 1997-98: Dinamo Tbilisi
- 1998-99: Dinamo Tbilisi
- 1999-2000: Torpedo Kutaisi
- 2000-01: Torpedo Kutaisi
- 2001-02: Torpedo Kutaisi
- 2002-03: Dinamo Tbilisi
- 2003-04: WIT Georgia Tbilisi
- 2004-05: Dinamo Tbilisi
- 2005-06: Sioni Bolnisi
- 2006-07: Metalurgi Rustavi
- 2007-08: Dinamo Tbilisi
- 2008-09: WIT Georgia Tbilisi
- 2009-10: Metalurgi Rustavi
- 2010-11: Zestafoni
- 2011-12: Zestafoni
- 2012-13: Dinamo Tbilisi
- 2013-14: Dinamo Tbilisi
- 2014-15: Dila Gori
- 2015-16: Dinamo Tbilisi
- 2016: Dinamo Batumi
- 2017: Torpedo Kutaisi
- 2018: Iberia 1999
- 2019: Dinamo Tbilisi
- 2020: Dinamo Tbilisi
- 2021: Dinamo Batumi
- 2022: Dinamo Tbilisi
- 2023: Dinamo Batumi